# Ривз, Тейт
Джонатан Тейт Ривз (англ. Jonathon Tate Reeves; род. 5 июня 1974, Флоренс, Миссисипи) — американский политик, представляющий Республиканскую партию, вице-губернатор Миссисипи (2012—2020). Губернатор штата Миссисипи с 14 января 2020 года.

## Биография
В 1992 году окончил школу, затем изучал экономику в Миллзэпс-колледже, где играл за баскетбольную команду на позиции разыгрывающего защитника. Занялся бизнесом в Джексоне (Миссисипи), сделав карьеру в банковско-финансовой сфере. С 2000 года занимался инвестициями в Trustmark National Bank.
В 2003 году победил демократа Гэри Андерсона в прямых выборах казначея Миссисипи с результатом 52 %.
В 2011 году вышел победителем из выборов вице-губернатора и 10 января 2012 года стал напарником нового губернатора Фила Брайанта, в 2015 году переизбран.

### Губернатор Миссисипи
5 ноября 2019 года победил на выборах губернатора Миссисипи с результатом 52 % генерального прокурора штата демократа Джима Худа, которого поддержали 46 % избирателей. Республиканцы долгое время уверенно удерживают пост губернатора Миссисипи, но преимущество Ривза над соперником оказалось для них наименьшим за два последних десятилетия (в 2007 году разрыв составил 18 пунктов, в 2011 — 22 пункта, а в 2015 году — 34). По принятой в штате системе, для победы кандидат должен получить не только большинство голосов избирателей, но и победить в большинстве избирательных округов палаты представителей Миссисипи (в случае, если никому из претендентов это не удаётся, победитель определяется голосованием палаты). Ривз выполнил это условие, хотя его победа была воспринята как неожиданная — большую часть времени в период предвыборной кампании согласно социологическим опросам лидировал Худ, но, по мнению аналитиков, перелом произошёл после оказания Ривзу публичной поддержки со стороны президента Трампа, его сына Дональда Трампа-младшего и вице-президента Майка Пенса.
30 июня 2020 года подписал билль об изменении флага Миссисипи, который вызывал протесты из-за своего дизайна, включавшего изображение флага Конфедерации (давление критически усилилось с началом антирасистских протестов в 2020 году).
7 ноября 2023 года был переизбран на новый срок, победив на губернаторских выборах демократа Брэндона Пресли.